# Brünhilde frank királyné
Brünhilde (543 körül, Toledo – 613, Rénéve) frank királyné. Athanagild nyugati (vizigót) gót király leánya, aki I. Sigebert feleségeként (561-575) Austrasia Meroving királynéja, majd Merowechnak, Chilperich fiának hitvese lett. 595-től országának régense volt. Fredegundával való viszályáról nevezetes, amely háborút robbantott ki Austrasia és Neustria között. II. Chlothár kivégeztette.

## Házasságkötései
Első házasságkötésére 566-ban (vagy 567-ben) Reimsben került sor. Férje a Frank Birodalom keleti részének, Austrasiának a királya I. Sigebert volt. A birodalom másik részének, Neustriának az uralkodója, Brünhilde sógora I. Chilperich ugyanakkor Brünhilde idősebb nővérét Galswinthát vette feleségül. A házasságkötés alkalmából Brünhilde az ariánus hitről áttért a katolikus hitre is. I. Chilperich azonban a házasságkötés után sem szakított korábbi szeretőjével, Fredegundevel. Galswintha ezért megfenyegette a férjét, hogy elhagyja, és természetesen magával viszi a hozományát is. Ekkor Fredegunde felbujtására 568-ban Gailswinthát megölték. A gyilkosságban I. Chilperich szerepe nem tisztázott, de végérvényesen Fredegunde mellé állt. Nővére meggyilkolása után Brünhilde a vérbosszú jegyében rávette férjét, hogy indítson háborút I. Chilperich ellen. A két asszony közti ellenségeskedés ezzel tovább élezte az örökösödés miatt már amúgy is meglévő konfliktust a királyi testvérek között. 575-ben I. Sigebert indított hadjáratot Párizsból I. Chilperich ellen, akinek sikerült elmenekülnie. Ám még ugyanebben az évben Fredegunda révén I. Sigebert gyilkos merényletnek esett áldozatul, s így I. Chilperich kezdeményezhetett ellentámadást, melynek során Brünhilde a lányaival együtt fogságba esett, majd Rouenbe került száműzetésbe.
Az özvegy Brünhilde itt ment férjhez másodszor, mégpedig I. Chilperich legidősebb fiához, Merowech-hez, akinek az anyja I. Chilperich első jegyese, Audovera volt. A házasságkötéssel Brünhilde nyilvánvalóan ellenségét, Fredegundét akarta bosszantani. Röviddel ezután Champagneban felkelés tört ki I. Chilperich ellen, mellyel a király Merowechet gyanúsította, akit 577-ben le is győzött. Brünhildenek a zűrzavarban sikerült Autrasiába menekülnie.

## Kormányzása Austrasiában
Brünhilde Austrasiában átvette a kormányzást kiskorú fia, II. Childebert nevében és régensként keménykezű uralkodónak bizonyult. Célja elérésehez le kellett győznie a nemesség ellenállását. A hatalmi harc közte és az ellenséges nemesi csoportok között váltakozó sikerrel folyt. Brünhilde és csatlósai 581-ben komoly veszteséget szenvedtek, de az évtized közepére befolyása a fiára újra megerősödött, ami egy újabb nemesi összeesküvéshez vezetett.
584-ben I. Chilperich is gyilkos merénylet áldozata lett, így Fredegunde is megözvegyült, s régensként hároméves fia, II. Chlothar trónigényének elismertetéséért küzdött. Brünhilde 587-ben az Andelot-szerződésben, melyet Guntrammal, Burgundia uralkodójával kötött, biztosította fia, II. Childebert számára a burgund trónt, mivel Guntramnak nem volt fiú örököse. 592-ben Guntram halálával a burgund trónra is II. Childebert került. 596-ban 26 éves korában meghalt II. Childebert. Mindkét ország trónjára így Brünhilde kiskorú unokái kerültek. Austrasiában II. Theudebert, Burgundiában II. Theuderich mellett Brünhilde kormányzott régensként. Neustriában 597-ben meghalt Fredegunde, így ott 13 éves fia II. Chlothar lépett a trónra, s így mindhárom frank királyságban gyermek uralkodott.

## Kormányzása Burgundiában
598/599-ben Brünhildét ellenségei Austrasiából elűzték és Burgundiába menekült, ahol unokája, II. Theuderich fogadta be. Ott rendkívüli hatalomra tett szert, melynek megszerzésében a Burgundiában meglévő széles, római, lovagi rétegre támaszkodott. A germán nemességgel itt is konfliktusba került, mivel annak befolyását Burgundiában is megkísérelte visszaszorítani. A római Prodatiust nevezte ki majordomussá, majd annak megölése után utódjául Claudiust, egy másik rómait választott.
612-ben Brünhilde két unokája esett egymásnak egy testvérháborúban, amit II. Theudebert elveszített, majd fogságba esett, és még ugyanebben az esztendőben meghalt. Ezután II. Theuderich II. Chlothar ellen akart háborút kezdeni, de 613-ban ő is meghalt. Ezután Brünhilde dédunokáját, II. Sigebertet, Theuderich kiskorú fiát, fiútestvéreinek a trónutódlásból való kizárásával emelte a trónra, és az ő nevében kísérelt meg kormányozni. De a burgund nemesség fellázadt ellene, és szövetkezett II. Chlotharral és a királynő ellenségeivel Austrasiából. II. Sigebertet megölték, miután serege harc nélkül megadta magát. Brünhilde elmenekült, de elfogták és kiszolgáltatták a győztesnek. II. Chlotharnak így sikerült a Frank Birodalmat saját uralma alatt újra egyesítenie. Brünhildét négy lóhoz kötözték, majd azokkal széttépették. Holttestét Autunben a Szent Márton-templomban temették el.
Brünhilde bukása, melynek révén a nemzetségének a hatalma is lehanyatlott, a germán nemesség győzelme volt a központosítás és egy erős királyság eszméje felett.
Brünhildének és I. Sigebertnek fiukon, II. Childeberten kívül két lánya volt, Chlodoswinth és Ingund. Az utóbbi a nyugati gót király, Leovigild két fia közül az idősebbnek, Hermenegildnek lett a felesége.
Brünhilde alakja a Nibelung-ének Brünhildéjeként vált inkább ismertté. Neve Franciaországban utcanévként, épületek névadójaként él tovább.